# Aeropuerto Capitán Justiniano Montenegro
El Aeropuerto Capitán Justiniano Montenegro  (IATA: PDM) es un aeropuerto nacional ubicado a 2 km al norte de la ciudad de Pedasí, provincia de Los Santos, Panamá.
El aeropuerto mantuvo una conexión con la Ciudad de Panamá a través de la aerolínea Aeroperlas hasta 2011, cuando la empresa se retiró y el aeropuerto permaneció inactivo hasta 2013, cuando Air Panamá reestableció dicha ruta.

## Aerolíneas
- Air Panamá (Aeropuerto Marcos A. Gelabert)[1]